# Der Soldat des Zaren
Der Soldat des Zaren (russisch Господа офицеры: Спасти императора/Gospoda ofizery: Spasti imperatora) ist ein russischer historischer Actionfilm aus dem Jahr 2008.

## Handlung
Im Jahre 1918 erfährt während des Russischen Bürgerkrieges das Oberkommando der Weißen Streitkräfte der zarentreuen Regierung Sibiriens, dass Zar Nikolaus II. und seine Familie in Jekaterinburg von Roten Garden gefangen gehalten werden. Da die Weißen militärisch nicht in der Lage sind, einen Großangriff zur Rettung des gestürzten Monarchen zu führen, beschließen sie ein Geheimkommando unter Führung des Stabshauptmanns Davidov nach Jekaterinburg zu schicken.
Die Zahl der teilnehmenden Offiziere wächst auf neun, während durch einen verräterischen General bei den Weißen noch bei der Vorbereitungsphase die Tscheka von dem Plan erfährt und den knüppelharten Kommissar Bejtiks mit der Abwehr beauftragt. Diesem untersteht der kampferprobte Matrose Pankratjew, den er mit einer Truppe Rotarmisten ostwärts schickt, um die „Herren Offiziere“ (so lautet der Originaltitel des Films) abzufangen, was bei einer Fähre blutig scheitert. Hier verlieren die neun Offiziere ihren Unterleutnant Ljubawin. Derweil kann Bejtiks durch einen Zufall Warja, die Verlobte von Dawidow, ausfindig machen und sie als Druckmittel gegen den Hauptmann gefangen nehmen.
Bei einem weiteren Versuch werden die Offiziere und Pankratjew von einem geldgierigen Räuberhauptmann gefangen genommen, der sie gegen Goldstücke an die Tscheka verkauft. Bei der Übergabe lässt Bejtiks auf die „Vaterlandslosen“ schießen, aber auch die Offiziere befreien sich und ein weiteres Mal sterben alle Rotarmisten, viele Räuber und ein Offizier. Bei dem Kampf kann die vom Kommissar mitgebrachte Warja befreit werden. Pankratjew, dem wegen seines Misserfolges die Erschießung durch Bejtiks droht, setzt sich mit den Offizieren ab und versucht anschließend, sich alleine nach  Kronstadt durchzuschlagen. Inzwischen versuchen die Offiziere ihren eigenen Tod vorzutäuschen, indem sie den bei dem Gefecht erbeuteten Zug sprengen. Dabei verlieren sie ihren Sprengstoffexperten, der von den anrückenden Rotarmisten erschossen wird.
Obwohl Zweifel an ihrem Ableben bleiben, gelingt es ihnen nach Jekaterinburg einzudringen und im Haus eines Zarenanhängers unterzukommen. Da aber auch unter ihnen ein Verräter ist, werden sie dort von Bejtiks überwältigt und gefangen genommen. Bei ihrer Verhaftung erfahren sie von der Tötung der Zarenfamilie.
Der Verräter besinnt sich im Alkoholrausch und befreit sie am nächsten Morgen aus dem Kellergefängnis. Bei der Flucht aus Jekaterinburg wird die Gruppe allerdings von ihren Verfolgern nach und nach dezimiert. Es gelingt nur Stabshauptmann Dawidow bis an die Mine vorzudringen, in der die Leichen der Zarenfamilie liegen sollen. Dort kommt es zum Showdown zwischen Dawidow und Bejtiks, in den Warja eingreift und Bejtiks erschießt. Allerdings erschießt dabei auch Bejtiks Warja. Der letzte überlebende Offizier kehrt nun als Racheengel ins Hauptquartier nach Omsk (?) zurück und erschießt den verräterischen General, der sich gerade mit dem Gold unter dem Arm davonstehlen will.